# 黑石山
黑石山（日语：／）或克列尼岑火山（俄语：Вулкан Креницына）是温祢古丹岛的山峰，属萨哈林州北库里尔斯克区，处幽仙湖中，海拔1,325米。其火山臼由安山岩和玄武岩组成，是陶鲁瑟尔火山臼中的火山。偃松生长在山坡上。唯一一次有记录喷发是在1952年。俄语名以1805年随亚当·约翰·冯·克鲁森施滕探险航行的彼得·库兹米奇·克列尼岑命名。